# Campeonato Argentino de Futebol de 1956
O Campeonato Argentino de Futebol de 1956 foi a vigésima sexta temporada da era profissional da Primeira Divisão do futebol argentino. O certame foi disputado em dois turnos de todos contra todos, entre 30 de abril e 11 de novembro de 1956. O River Plate sagrou-se campeão argentino, pela décima terceira vez.

## Participantes
| Equipe             | Cidade       |
| ------------------ | ------------ |
| Argentinos Juniors | Buenos Aires |
| Boca Juniors       | Buenos Aires |
| Chacarita Juniors  | Villa Maipú  |
| Estudiantes        | La Plata     |
| Ferro Carril Oeste | Buenos Aires |
| Gimnasia y Esgrima | La Plata     |
| Huracán            | Buenos Aires |
| Independiente      | Avellaneda   |
| Lanús              | Lanús        |
| Newell's Old Boys  | Rosário      |
| Racing Club        | Avellaneda   |
| River Plate        | Buenos Aires |
| Rosario Central    | Rosário      |
| San Lorenzo        | Buenos Aires |
| Tigre              | Victoria     |
| Vélez Sarsfield    | Buenos Aires |

## Classificação final
| Pos | Equipes               | J  | V  | E  | D  | GM | GS | Pts |
| --- | --------------------- | -- | -- | -- | -- | -- | -- | --- |
| 1   | River Plate           | 30 | 17 | 9  | 4  | 61 | 32 | 43  |
| 2   | Lanús                 | 30 | 15 | 11 | 4  | 59 | 37 | 41  |
| 3   | Boca Juniors          | 30 | 16 | 8  | 6  | 56 | 39 | 40  |
| 4   | Racing Club           | 30 | 14 | 11 | 5  | 53 | 32 | 39  |
| 5   | Vélez Sarsfield       | 30 | 13 | 11 | 6  | 48 | 44 | 37  |
| 6   | Rosario Central       | 30 | 11 | 8  | 11 | 49 | 46 | 30  |
| 6   | Independiente         | 30 | 12 | 6  | 12 | 44 | 42 | 30  |
| 8   | San Lorenzo           | 30 | 11 | 7  | 12 | 41 | 45 | 29  |
| 9   | Ferro Carril Oeste    | 30 | 10 | 7  | 13 | 44 | 49 | 27  |
| 10  | Newell's Old Boys     | 30 | 9  | 8  | 13 | 44 | 48 | 26  |
| 10  | Gimnasia y Esgrima LP | 30 | 7  | 12 | 11 | 50 | 59 | 26  |
| 12  | Estudiantes LP        | 30 | 7  | 9  | 14 | 38 | 46 | 23  |
| 12  | Huracán               | 30 | 7  | 9  | 14 | 45 | 59 | 23  |
| 14  | Argentinos Juniors    | 30 | 7  | 8  | 15 | 45 | 60 | 22  |
| 14  | Tigre                 | 30 | 7  | 8  | 15 | 44 | 61 | 22  |
| 14  | Chacarita Juniors     | 30 | 7  | 8  | 15 | 32 | 54 | 22  |

|  |            |
|  | Campeão.   |
|  | Rebaixado. |

## Premiação
| Campeonato Argentino de Futebol de 1956 |
| --------------------------------------- |
| River Plate Campeão (13° título)        |

## Goleadores
| Jogador | Jogador               | Gols | Equipe          |
| ------- | --------------------- | ---- | --------------- |
|         | Juan Alberto Castro   | 17   | Rosario Central |
|         | Ernesto Grillo        | 17   | Independiente   |
|         | Orestes Omar Corbatta | 15   | Racing Club     |
|         | Antonio Angelillo     | 14   | Boca Juniors    |
|         | Dante Lugo            | 14   | Lanús           |